# 迪诺·西诺夫契奇
迪诺·西诺夫契奇（1992年6月16日—），克罗地亚男子游泳运动员。他曾代表克罗地亚参加2016年和2020年夏季残疾人奥林匹克运动会游泳比赛，其中2020年夏季残奥会获得一枚铜牌。